# Рокгілл (Пенсільванія)
Рокгілл (англ. Rockhill) — місто (англ. borough) в США, в окрузі Гантінгдон штату Пенсільванія. Населення — 379 осіб (2020).

## Географія
Рокгілл розташований за координатами 40°14′28″ пн. ш. 77°53′58″ зх. д. / 40.24111° пн. ш. 77.89944° зх. д. (40.241069, -77.899521).  За даними Бюро перепису населення США в 2010 році місто мало площу 0,75 км², уся площа — суходіл.

## Демографія
Згідно з переписом 2010 року, у селищі мешкала 371 особа в 160 домогосподарствах у складі 109 родин. Густота населення становила 492 особи/км².  Було 168 помешкань (223/км²).
Расовий склад населення:
| - 98,7 % — білих - 0,5 % — чорних або афроамериканців |

До двох чи більше рас належало 0,3 %. Частка іспаномовних становила 1,1 % від усіх жителів.
За віковим діапазоном населення розподілялося таким чином: 21,8 % — особи молодші 18 років, 57,7 % — особи у віці 18—64 років, 20,5 % — особи у віці 65 років та старші. Медіана віку мешканця становила 44,3 року. На 100 осіб жіночої статі у селищі припадало 88,3 чоловіків;  на 100 жінок у віці від 18 років та старших — 94,6 чоловіків також старших 18 років.
Середній дохід на одне домашнє господарство  становив 43 033 долари США (медіана — 41 250), а середній дохід на одну сім'ю — 53 804 долари (медіана — 49 063). За межею бідності перебувало 6,7 % осіб, у тому числі 8,7 % дітей у віці до 18 років та 2,9 % осіб у віці 65 років та старших.
Цивільне працевлаштоване населення становило 139 осіб. Основні галузі зайнятості: освіта, охорона здоров'я та соціальна допомога — 20,9 %, виробництво — 18,0 %, будівництво — 14,4 %.